# Pieter Ampe

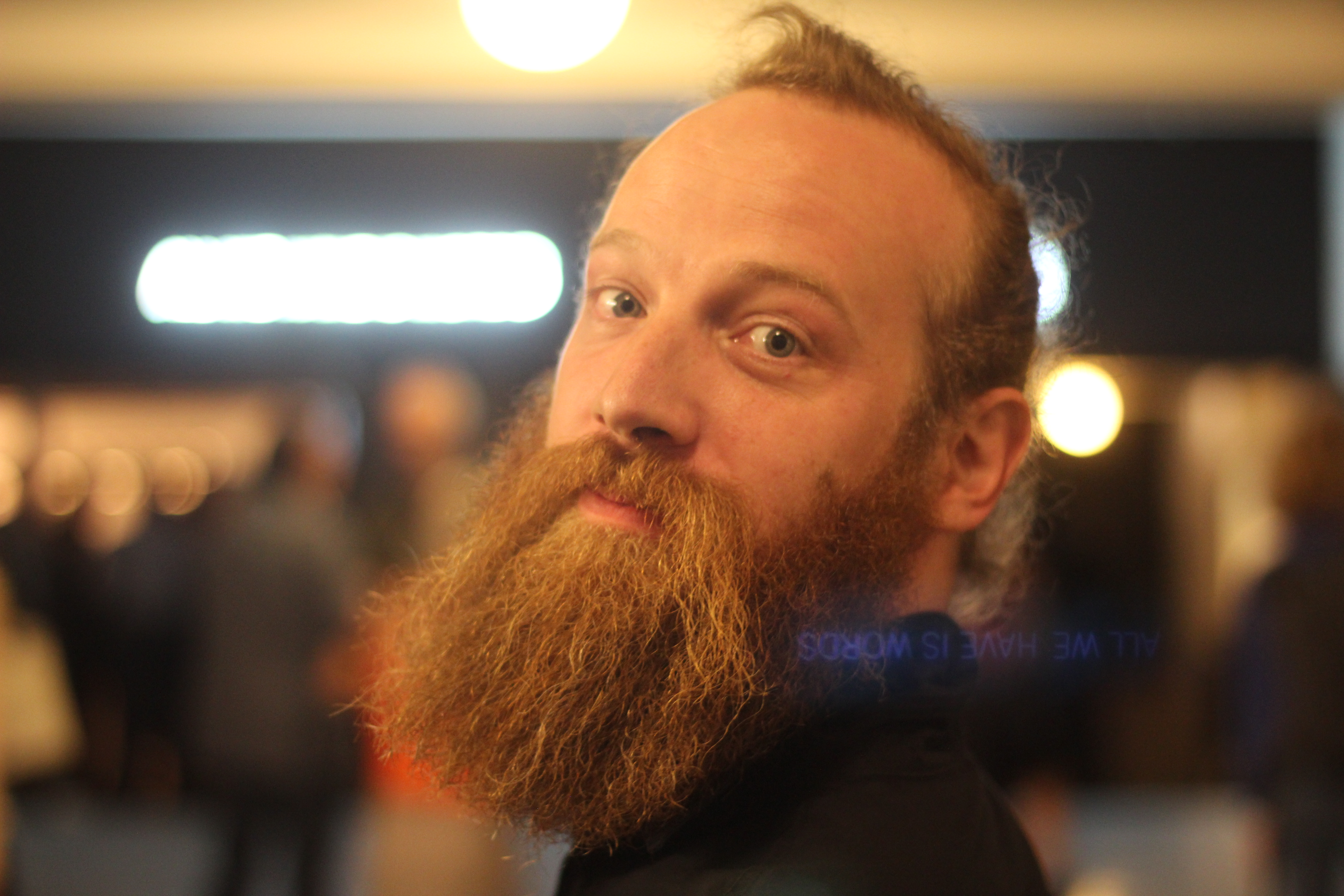
Pieter Ampe op Het TheaterFestival 2017 in het Kaaitheater (Brussel)

Pieter Ampe (Burundi, 1982) is een Belgische danser en choreograaf. Sinds 2009 is hij artist in residence bij kunstencentrum CAMPO (Gent).

## Opleiding
Pieter Ampe studeerde aan de Salzburg Experimental Academy of Dance, de Arnhemse Dansacademie (ArtEZ) en P.A.R.T.S. (Brussel). In 2006 nam hij, samen met 64 andere dansers en choreografen, deel aan danceWEB, een jaarlijks programma dat plaatsvindt in het kader van het festival ImpulsTanz.

## Samenwerkingen
Pieter Ampe werkte mee aan voorstellingen van Jan Decorte (Cirque Danton, 2002), het KIP, Frans Poelstra & Robert Steijn (The Forest Project, 2014), Joachim Koester, Roland Seidel en Anne Teresa De Keersmaeker/ Rosas (The Song, 2009). In 2015 stond hij op Pukkelpop, samen met de band The Germans waar zijn broer Jakob zanger-gitarist van is.

## Eigen werk
- Tijdens zijn opleiding bij P.A.R.T.S. (2004 - 2008) maakte Pieter Ampe de solo On Stage (2006), Still Difficult Duet (2007) samen met Guilherme Garrido enO feather of lead, duet met Simon Mayer (2008).
- Still Standing You de eerste door CAMPO geproduceerde voorstelling met Guilherme Garrido (2010), een vervolg op hun eerdere stuk Still Difficult Duet. Deze voorstelling werd geselecteerd voor Circuit X van Het TheaterFestival in 2012 en tourde in Europa, Noord-Amerika en Korea.
- Jake and Pete's Big Reconciliation Attempt for the Disputes from the Past maakte hij samen met zijn broer Jakob Ampe en mentor Alain Platel (2011)
- Op het Kunstenfestivaldesarts in 2012 presenteerde hij A Coming Community, dat hij creëerde samen met Guilherme Garrido, Hermann Heisig en Nuno Lucas.
- In 2014 creëerde hij zijn eerste avondvullende solo So you can feel (2014)
- We don't speak to be understood, een samenwerking met Benjamin Verdonck (2015).
- It's in the small things, een coproductie met KVS (2016)
- Get Lost, voorstelling met 14 dansers voor Carte Blanche (Norwegian dance company) (2018 Oslo Opera House)
- What will we sing about voorstelling met 8 dansers voor Iceland Dance Company (2019 Reykjavík City Theatre)

- Gemeinsame Normdatei: 102958706X
- International Standard Name Identifier: 0000 0003 9942 0672
- Virtual International Authority File: 293562222
- WorldCat: E39PBJgmTxgPCT4RbrvHhK7rbd